# مجلة أوتوسبورت
أوتو سبورت هي مجلة أسبوعية تغطي الرياضات الميكانيكية، تصدر في المملكة المتحدة كل يوم خمس بواسطة مؤسسة هاي ماركت الاعلامية. صدر أول عدد في 25 أغسطس 1950 بواسطة جريكو غرانت وذلك قبل جائزة سيلفرستون العالمية في تلك السنة.

## وصلات خارجية
- الموقع الرسمي للمجلة